# Winslow Homer
Winslow Homer (24. února 1836 – 29. září 1910) byl americký realistický malíř.

## Život
Narodil se roku 1836 v Bostonu v americkém státě Massachusetts jako druhý ze tří synů Charlese a Henrietty Bensonových. Studoval litografii a zanedlouho, v roce 1857, začal přispívat do magazínu Harper's Weekly. Během občanské války se ve své tvorbě nechával inspirovat osudy amerických vojáků. V roce 1867 odcestoval do Paříže, odkud se však brzy vrátil. Ke konci života žil v pobřežní obci Prouts Neck ve státě Maine, kde také v roce 1910 ve věku 74 let zemřel. Jeho díla jsou vystavena například v bostonském Museum of Fine Arts či v newyorském Metropolitním muzeu.